# Kam (verzorging)

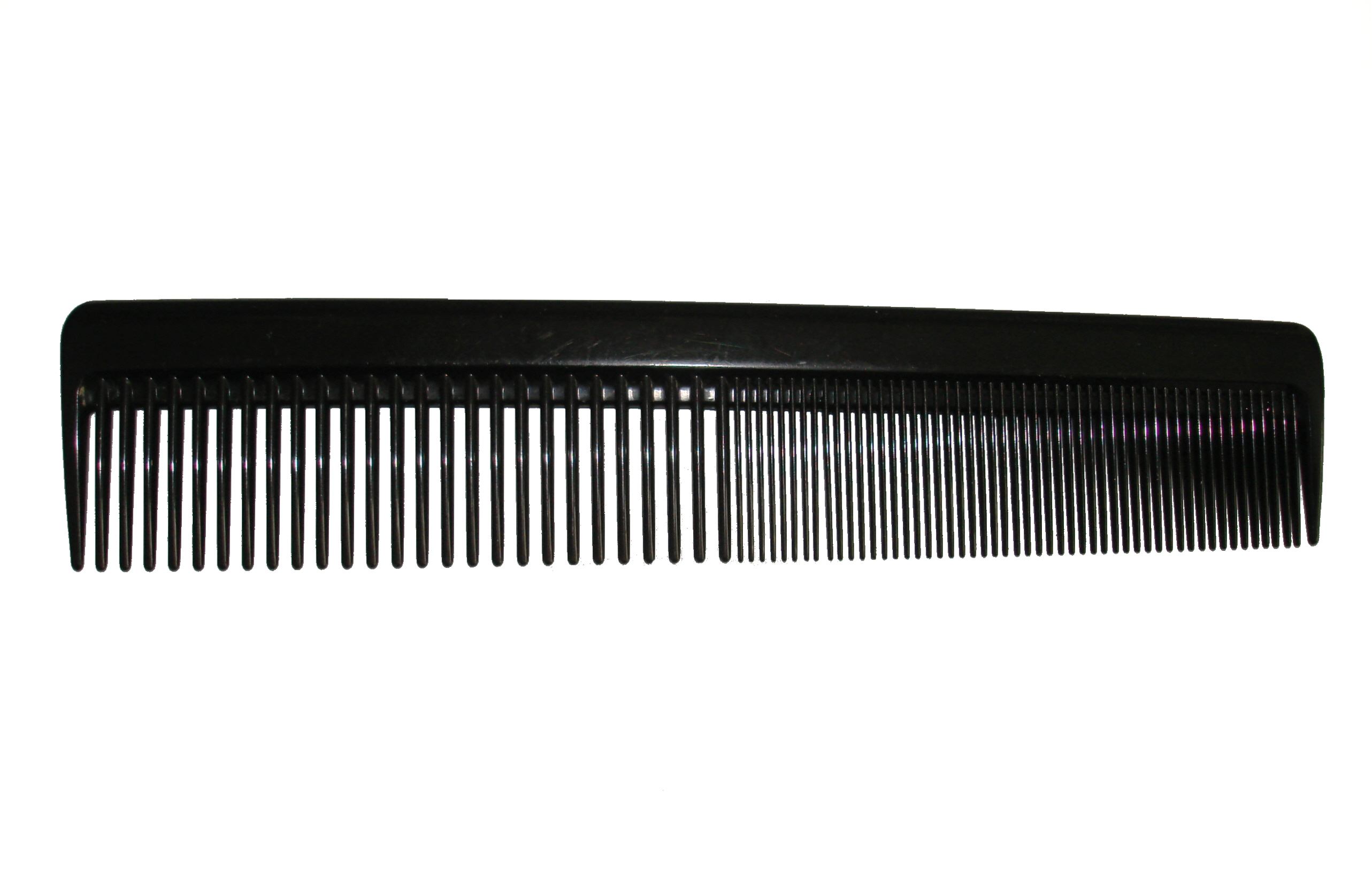
Een typische hedendaagse kam

Een kam is een verzorgingsinstrument hoofdzakelijk bedoeld om de haren in een gewenste coupe te kammen. Een kam bestaat uit vele tanden die op een rij staan. Meestal zijn de tanden van plastic of metaal. Wanneer er meerdere rijen tanden (soms ook haren) zijn dan spreekt men van een borstel.

## Geschiedenis
De oudste bekende kam dateert uit de steentijd, omstreeks 8000 v.Chr., en werd in 1972 gevonden bij een opgraving aan de Eufraat in Syrië. Deze bestaat uit dierlijk bot en bevat vier tanden. Deze oudste kammen werden veelal vervaardigd met behulp van vuursteen. De Oud-Egyptische kammen die gedateerd worden vanaf 3000 v.Chr. zijn vaak opvallend klein, en werden mogelijk gebruikt als grafgift. De meeste bestaan uit ivoor, en zijn versierd met menselijke en dierlijke figuren. De eerste dubbeltandige kam werd gedateerd omstreeks 750 v.Chr., waarbij de ene zijde fijne en de andere bredere tanden heeft. De fijne zijde diende mogelijk om hoofdluizen te verwijderen.

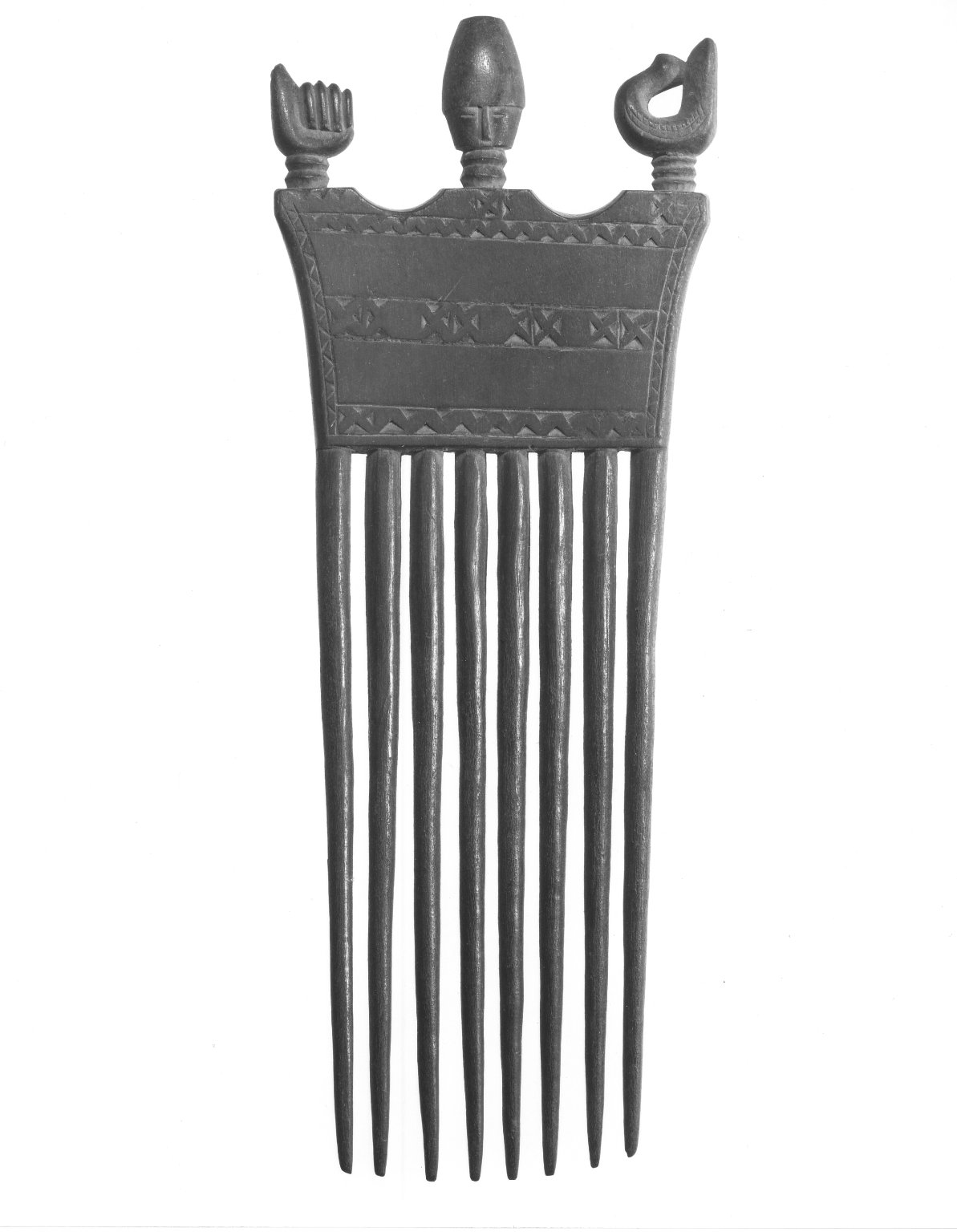
Een duafe van de Ashanti uit Ghana

Ook in de rest van Afrika waren er tal van culturen waarin kammen een belangrijke rol speelden. Deze hebben veelal langere en bredere tanden om kroeshaar te kunnen kammen, en bestaan voornamelijk uit hout. De naam van dit soort kammen is duafe, een samenvoeging van twee Akan-woorden: "dua" (hout) en "afe" (kam). De oudste teruggevonden kammen van dit type zijn zo'n 7000 jaar oud.
In Japan kende men gedurende de Jomonperiode, die tot 300 v.Chr. liep, eveneens een soort kam, genaamd tsugegushi. Vanaf de Naraperiode werd deze gemaakt van palmhout, aangezien dit geen statische elektriciteit produceert. Bomen waren idealiter 35 jaar oud wanneer ze gekapt werden, dat gebeurde in augustus of september wanneer het heet, maar niet vochtig is. Vervolgens werd het hout in de zon gedroogd nadat de kern werd verwijderd. Houtwiggen werden in een cirkel geplaatst en vastgebonden met bamboe, waarna ze werden gerookt. Vervolgens werden ze jarenlang bewaard, waarna ze in de juiste vorm werden gezaagd, de tanden werden aangebracht en de verdere afwerking plaatsvond.
Gedurende de Romeinse tijd werden ze veelal gemaakt van beenderen, geweien en ivoor. Vanaf de zevende eeuw, met de opkomst van de Islam, werden er kammen met verzen uit de Koran teruggevonden. Rond die periode waren ook in Scandinavië kammen zeer populair, zowel als grafgift als voor normaal gebruik. De geweien van zowel elanden als edelherten waren de voornaamste materialen hiervoor.
In de Lage landen was vooral het gewei van edelherten populair, waardoor de jacht hierop toenam. De populatie edelherten nam mede hierdoor sterk af, waardoor vanaf de dertiende eeuw naar andere middelen werd gezocht. Ook geweien van reeën en rendieren werden gebruikt, evenals de middenhands- en middenvoetsbeenderen van runderen. Ook delen van mensenschedels hebben als kam gediend, al had de kam dan waarschijnlijk een uitsluitend rituele functie. Dit soort kammen werden echter enkel in en rond het Britse dorpje Bar Hill gevonden, en maakten waarschijnlijk deel uit van een zeer lokale traditie.
Geweien zijn taaier in de lengte- dan in de dwarsrichting, waardoor de tanden in de lengterichting werden vervaardigd. Aangezien een gewei een relatief kleine diameter heeft, werden een aantal plaatjes voor de tanden naast elkaar gelegd. Deze werden tussen twee dekplaten geplaatst die met metalen pinnetjes werden vastgemaakt. Hierna werd de kam meestal versierd, onder andere met cirkels, vlechtbanden en puntmotieven. Uiteindelijk werden dan de tanden uitgezaagd.
Het maken van kammen werd gedaan door gespecialiseerde ambachtslieden. In tal van Merovingische en Karolingische handelsnederzettingen zijn sporen van dit ambacht teruggevonden. Vermoedelijk werkten de ambachtslieden op een vaste plek en verkochten ze hun kammen door aan rondreizende verkopers. In Nederland zijn Dorestad en Leiderdorp belangrijke vindplaatsen. In België zijn dat onder andere Hoei en Antwerpen. In 1240 werd in een Nederlandstalige tekst voor het eerst gesproken van een "cam", dat later "kam" werd.

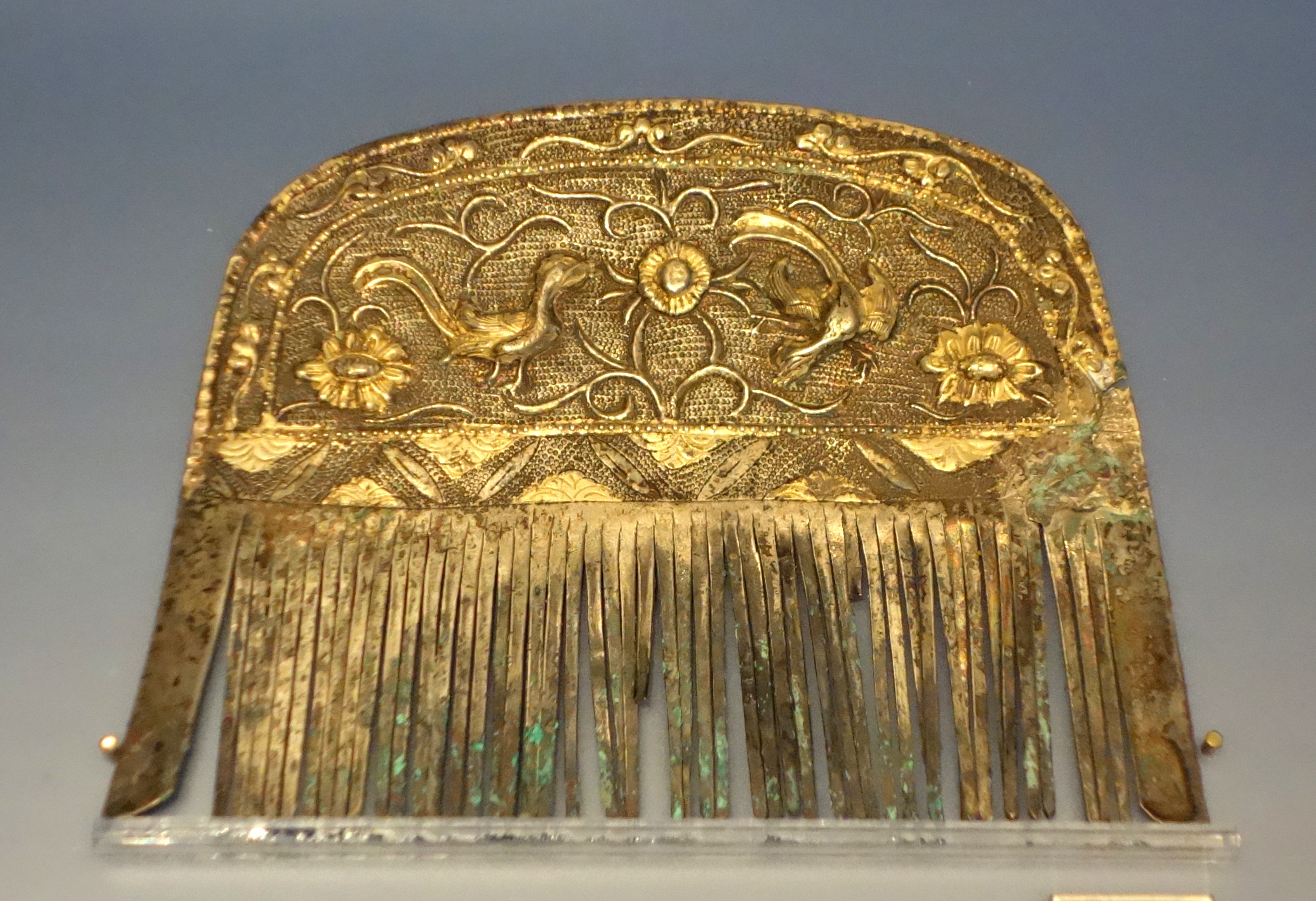
Een Chinese kam uit de tijd van de Tang-dynastie, met verguld zilver

De eerste kammen in China verschenen gedurende de Han-dynastie, omstreeks 200 v.Chr., en werden gemaakt van beenderen en schildpad. Tijdens de Tang-dynastie, iets na het jaar 600, werden de eerste metalen kammen uitgevonden in China, die onder andere werden gemaakt van messing en brons. Deze kammen dienden naast hun gebruiksfunctie ook als statussymbool, en waren vooral populair bij de welgestelde bevolking.
Ook de Maori in Nieuw-Zeeland gebruikten kammen als sieraad en statussymbool, de heru. Meestal werden deze uit één stuk gemaakt van walvisbot, soms versierd met een jade-variant en gedragen in combinatie met vogelveren in een knotje.
Na de middeleeuwen werd ook in Europa gebruik gemaakt van schildpad. De populatie karetschildpadden, wiens schilden meestal werden gebruikt voor dit soort kammen, nam echter snel af. Een thermoplastisch materiaal zoals schildpad moest een langdurig proces ondergaan van weken, koken en persen, alvorens dit gebruikt kon worden. Dit om een gladde en dunne plaat van gelijke dikte te bekomen. Vervolgens werd de vorm van de kam uitgezaagd en bewerkt met gereedschap. De tanden werden uitgezaagd met een dubbele zaag, de stadda, die een gelijke afstand tussen de tanden kon garanderen. Ten slotte werd de kam nog geschuurd en gepolijst, wat soms gebeurde in een ronddraaiende ton gevuld met palmhout. Tijdens de renaissance hadden kammen vaak de vorm van een kroon of meer ingewikkelde ontwerpen, en werden ze versierd met edelstenen.

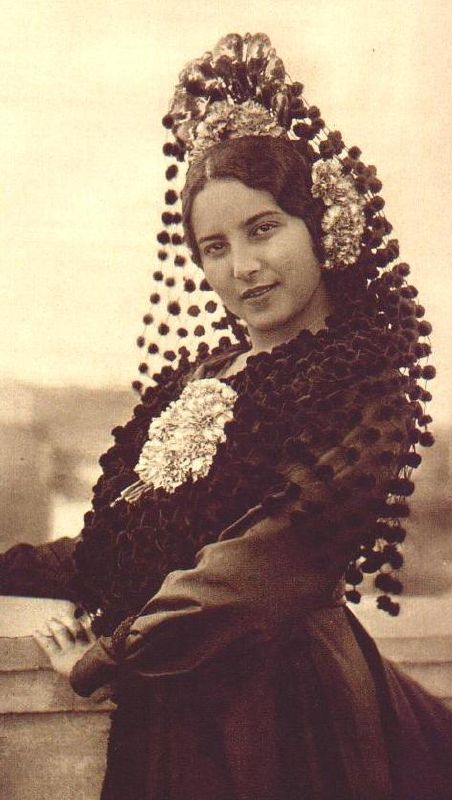
Een Spaanse vrouw met een peineta op haar hoofd

Eind achttiende eeuw werd de sierkam, ter versiering en ondersteuning van het haar, populair bij welgestelde vrouwen. Langzaamaan werden er machines uitgevonden die het maken van kammen makkelijker maakten, wat leidde tot de oprichting van de eerste fabrieken waarin kammen werden gemaakt. Ivoor vormde een belangrijke grondstof voor deze sierkammen, evenals voor andere luxeproducten als toetsen van piano's en biljartballen. Dit materiaal werd uit slagtanden van olifanten gehaald, nadat deze werden gedood. Net als bij de edelherten en de karetschildpadden dreigde ook nu het risico op uitsterven van een soort. De peineta, een van oorsprong Spaanse kam die onder de mantilla werd gestoken, is een voorbeeld van een sierkam. Nadat deze zich verspreidde naar onder andere Frankrijk en Engeland werd de peineta ook alleen gedragen, zonder mantilla.
Halverwege de negentiende eeuw ontdekte de Amerikaan Charles Goodyear het vulkanisatieproces, dat rubber deed verharden. Tot dan toe braken kammen snel wanneer ze vielen, maar met deze nieuwe methode werden voor het eerst "onbreekbare", en toch flexibele, kammen op de markt gebracht. Eind negentiende eeuw werd echter de kunststof celluloid voor het eerst gebruikt als materiaal voor een kam, en werd deze populairder dan de rubberen versie. Nieuwe kunststoffen, zoals nylon, werden vaak voor het eerst gebruikt in kammen. In die periode, de art-nouveau, werden kammen ook vaak geëmailleerd. In de jaren '20 van de twintigste eeuw zorgden de komst van het bobkapsel en de uitvinding van de spuitmal ervoor dat de semihandmatige productie van kammen tot nagenoeg nul werd herleid. Ook verdwenen de versieringen van de kammen, die puur als gebruiksvoorwerp gingen dienen.
Na de Tweede Wereldoorlog werd bakeliet steeds populairder. Dit betekende opnieuw een revolutie in de kammenwereld, maar leidde tot het faillissement van tal van bedrijven. De kammen waren namelijk van zo'n goede kwaliteit dat er vrijwel geen meer verkocht werden. Hierdoor gingen de meeste bedrijven niet meer uitsluitend kammen produceren.

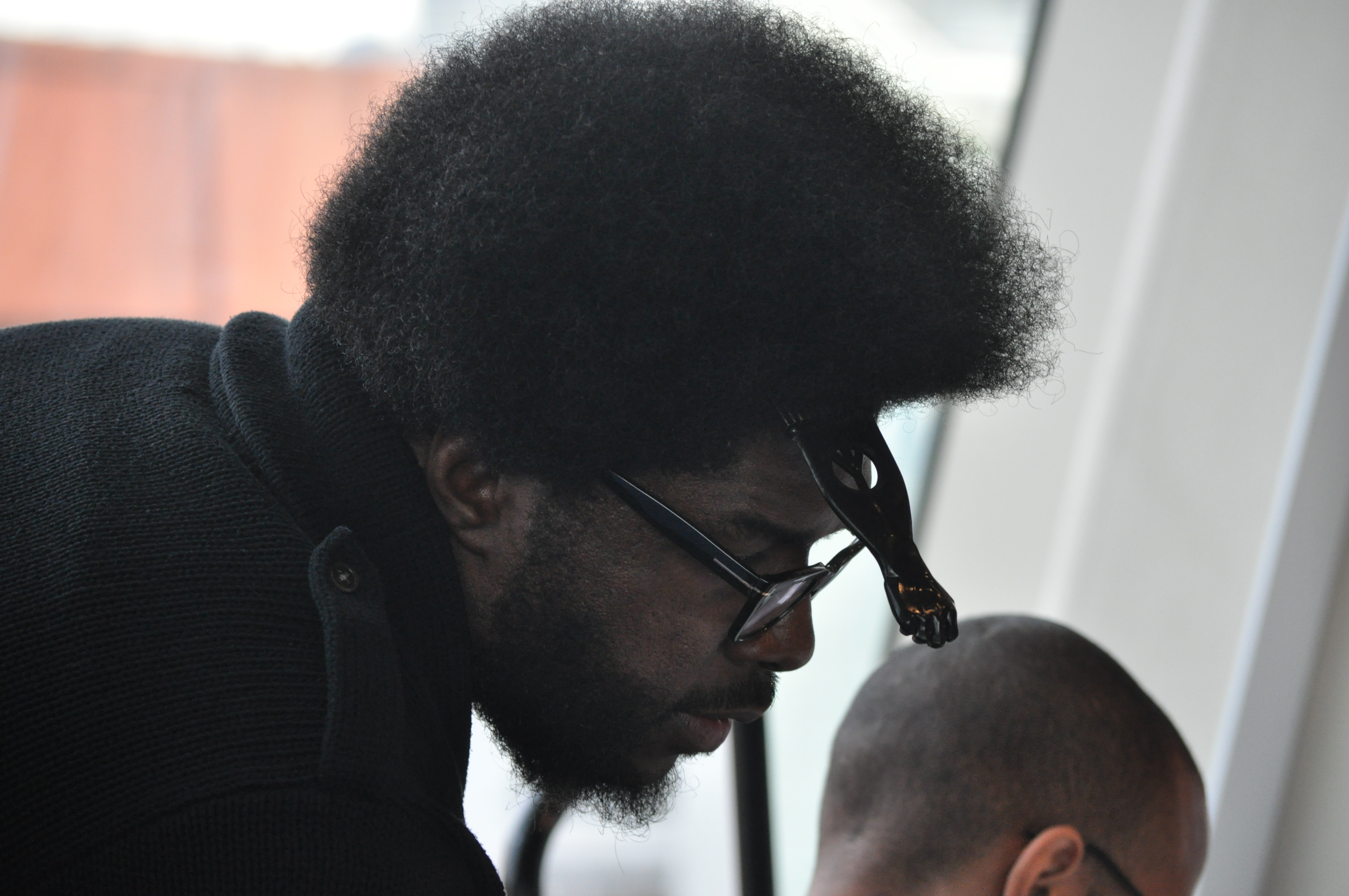
De Amerikaanse muzikant Questlove met een afrokam in zijn haar

In 1969 kwam in de Verenigde Staten de eerste afrokam op de markt, die er grotendeels hetzelfde uitziet als de duafe die millennia eerder in Afrika werd uitgevonden. De kam werd een symbool voor solidariteit met de Black Power-beweging, door de kammen met een zwarte vuist, het symbool van de beweging, als handvat in het haar te steken. Dit type van kam verspreidde zich over de wereld, en vanaf de jaren '80 werden ze ook in landen als Nigeria geproduceerd. Net als andere kammen worden ze tegenwoordig niet meer uit hout, maar uit plastic gemaakt.

### Taal

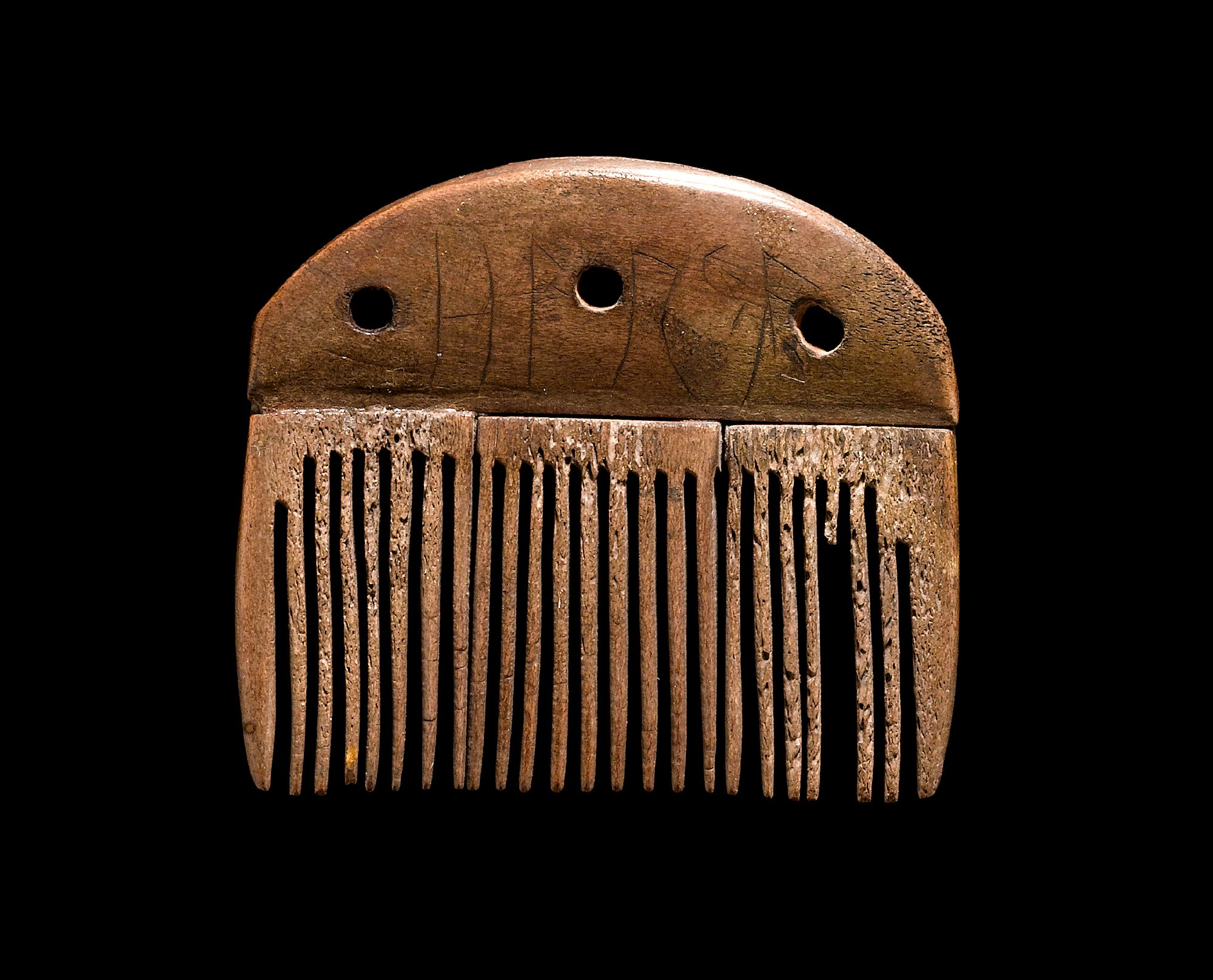
De oudste inscripties in runen zijn terug te vinden op deze Deense Vikingkam

Aangezien kammen al millennia bestaan, worden ze vaak teruggevonden op archeologische sites. Inscripties hebben al meermaals geleid tot nieuwe ontdekkingen in de taalkunde. Zo werd in juni 2016 bij een opgraving in Lachis, in het historische gebied Kanaän, een ivoren kam ontdekt met daarop zeventien tekens die vertaald "Moge deze slagtand de luizen van het haar en de baard uitroeien." betekenen. De kam zou gemaakt zijn rond 1700 v.Chr., wat betekent dat het zinnetje de oudste volledige zin is in het Proto-Kanaänitisch schrift. Dit schrift werd gebruikt tussen 1900 en 1400 v.Chr. en vormde de oorsprong van onder andere het Arabisch, Grieks, Latijns, cyrillisch en Hebreeuws schrift.
In de Deense stad Ribe werd er enige tijd later een kam ontdekt met daarop het woord "kam" aan de ene kant, en het woord "kammen" aan de andere. Rond het jaar 800 brak het Vikingtijdperk aan, wat gepaard ging met een plotselinge verandering in hun alfabet. Mogelijk werden de namen van alledaagse voorwerpen op die voorwerpen gezet om kinderen of mensen met cognitieve problemen te helpen. Een andere verklaring is dat Vikingen dachten dat runen een speciaal, of zelfs magisch, doel hadden. Eerder werd in Funen, eveneens in Denemarken, al de oudste inscriptie in runen teruggevonden op een kam, die terug te dateren is tot het jaar 160.